# Rozajny
Rozajny (niem. Gross Rosainen) – wieś w Polsce położona w województwie pomorskim, w powiecie kwidzyńskim, w gminie Gardeja.
W latach 1975–1998 miejscowość administracyjnie należała do województwa elbląskiego.
Zobacz też: Rozajny Małe